# San Diego Miramar College
San Diego Miramar College (conocido informalmente como Miramar College o Miramar) es una universidad de dos años ubicada en San Diego, California. Miramar College es parte del San Diego Community College District junto con  San Diego City College, San Diego Mesa College, San Diego Continuing Education. El Miramar College al igual que City y Mesa pertenecen al sistema del California Community College junto con otras 112 universidades de dos años en el estado.
San Diego Miramar College está acreditado por la Western Association of Schools and Colleges (WASC), Accrediting Commission for Community and Junior Colleges (ACCJC). El Mesa College es el 3.º más grande de los tres campus.